# Eilean Tigh
Eilean Tigh är en ö i Storbritannien.   Den ligger i kommunen Highland och riksdelen Skottland, i den nordvästra delen av landet, 800 km nordväst om huvudstaden London. Arean är 54 kvadratkilometer. 